# 神仙瀑布
神仙瀑布，又名集集瀑布，位於集集國中的後方，位置約於靈隱寺大門口處，為人工開鑿出的一道瀑布。其政區轄屬南投縣集集鎮集集里。其落差約莫25～30公尺，相當於三層樓高度，沿著岩壁斷崖直落而下。每年6月至9月期間為豐水期，溪水豐沛帶來瀑布頃瀉著池潭，沖擊著溪岩，發出強力的水聲與激起的水花，為當地的景點之一。由於瀑布旁的岩壁上題著「神仙洞」三字，因此神仙瀑布也被稱為神仙洞。
2011年，當時的神仙瀑布正逢水源枯竭，後來因2013年接連在3月27日與6月2日都發生地震，造成道路與相關設施遭受損壞，直接影響觀光，因而荒廢3年時間。經過交通部觀光局撥款補助之下，將瀑布周邊的工程給予發包施行，預計2014年6月開放遊客入內。
因瀑布水源長期的枯竭，由鎮公所的規畫工程之下，以水管引取約四公里外的集集大山野溪補充水源，於2014年6月恢復瀑布水源 ，但於(2015年)由於人為破壞瀑布水源的供給，造成瀑布水源再次枯竭，目前水源處於枯竭的狀態。 